# Dactylomys
Dactylomys är ett släkte av däggdjur som ingår i familjen lansråttor. Arterna förekommer i nordvästra Sydamerika.
Dactylomys peruanus är med en kroppslängd (huvud och bål) av cirka 25 cm och en svanslängd av cirka 32 cm den minsta arten. De andra arterna blir cirka 30 cm långa och därtill kommer en 40 till 43 cm lång svans. Vikten för de stora arterna varierar mellan 600 och 700 gram. I motsats till flera andra lansråttor har arterna en mjuk päls utan taggar. Pälsen har på ovansidan en gulbrun färg och buken är vitaktig. Huvudet är övervägande grå. Den tredje och fjärde tån vid fram- och backfötter är förlängd och lite bredare än de andra tårna.
Dactylomys vistas i skogar, ofta nära vattenansamlingar. De klättrar i växtligheten och är aktiva på natten. Viloplatsen utgörs av tät undervegetation. Dessa gnagare äter mjuka delar av bambustjälkar och kanske andra växtdelar. Ofta iakttogs två vuxna individer tillsammans. Dactylomys är känt för ett markant läte. Antagligen visar de på så sätt anspråket till ett revir. Upphittade honor var dräktiga med två embryon.
Arter enligt Catalogue of Life och Wilson & Reeder (2005):
- Dactylomys boliviensis
- Dactylomys dactylinus
- Dactylomys peruanus

IUCN listar Dactylomys peruanus med kunskapsbrist (DD) och de andra två som livskraftiga (LC).